# NGC 174
NGC 174 (również PGC 2206) – galaktyka spiralna z poprzeczką (SB0-a), znajdująca się w gwiazdozbiorze Rzeźbiarza. Odkrył ją John Herschel 27 września 1834 roku.